# 保险应用架构
保险应用架构（英语：Insurance Application Architecture），保险信息系统的应用体系架构，分为流程层、实现层、功能层，按照实现方式可分为面向对象的保险应用架构和程序型保险应用架构。